# RedTube
RedTube는 미국의 포르노 비디오 호스팅 서비스를 제공하는 사이트이다. 2009년, 알렉사 인터넷의 인터넷 랭킹 세계순위 100위 내에 들기도 했다. 2010년 6월, 랭킹 100위 내를 이탈했지만, 2012년 중반 다시 랭킹 100위 내로 돌아왔다. 레드튜브의 이름은 전혀 성적이지 않은 일반 비디오 사이트인 유튜브에서 참조한 것으로, 이후 그 유명세가 주어졌다. 레드튜브 사이트는 텍사스의 휴스턴을 거점으로 삼고 있으며, 서버는 샌프란시스코와 뉴올리언스에 위치하고 있다.

## 역사
잡지인 와이어드에서는 2007년 12월, 레드튜브가 가장 빠르게 성장하는 5개의 웹 사이트들 중 하나라고 밝혔다.
2008년 10월, 레드튜브는 터키의 해커들에 의하여 데이터 베이스가 접근되어 임시적으로 차단된 적이 있다.

## 같이 보기
- 폰허브
- 유폰
- 엑스튜브
- E-Hentai